# Саркони
Саркони (итал. Sarconi) — коммуна в Италии, расположена в регионе Базиликата, подчиняется административному центру Потенца.
Население составляет 1349 человек, плотность населения составляет 45 чел./км². Занимает площадь 30 км². Почтовый индекс — 85040. Телефонный код — 0975.